# Ejisu-Juaben
Ejisu-Juaben jest dystryktem w Regionie Ashanti w Ghanie, zajmuje powierzchnię 678 km², co stanowi około 10%  powierzchni całego regionu, populacja w roku 2002 wynosiła 124.179 mieszkańców, stolicą dystryktu jest Ejisu.
Dystrykt jest jednym z 21 administracyjnych i politycznych dystryktów w Regionie Ashanti. Znany jest głównie z bogatego dziedzictwa kulturalnego i atrakcji turystycznych; ma rozwinięty głównie przemysł włókienniczy.
Aktualnie ma cztery rozbudowane miasta: Ejisu, Juaben, Besease i Bonwire.

## Położenie
Dystrykt leży w obszarach leśnych, podzielonych płaskowyżem. Położony jest u podnóża prekambryjskich formacji Birimian i Tarkwaian na wysokości między 240-300 metrów n.p.m.
Obszar ogólnie jest pofałdowany i osuszany przez kilka rzek, między innymi Oda, Anum, Bankro, Hwere i Baffoe, które w porze deszczowej sporadyczne wylewają w głębi regionu w dolinach na całej długości dorzecza.